# Uwe Hebbelmann
Uwe Hebbelmann (* 21. März 1982 in Meppen) ist ein ehemaliger deutscher Basketballspieler.

## Laufbahn
Hebbelmann wuchs in Lingen auf. Er spielte Basketball in der Jugend der SG Bramsche, 2002 stieß er zur Mannschaft des Osnabrücker SC. In der Saison 2007/08 wurde er mit dem OSC Meister der 1. Regionalliga Nord, der 2,04 Meter messende Innenspieler trug zu dem Erfolg in 21 Saisonspielen im Schnitt 11,8 Punkte bei. Hebbelmann, der das Fach Mathematik mit dem Schwerpunkt Informatik studierte, lief auch in der 2. Bundesliga ProA und ab 2009 in der 2. Bundesliga ProA für die Mannschaft auf, die nach der Ausgliederung aus dem Osnabrücker SC erst P4two Ballers Osnabrück und dann GiroLive-Ballers Osnabrück hieß. In der Saison 2008/09 erreichte Hebbelmann in der 2. Bundesliga ProB im Schnitt 9,3 Punkte sowie 6,6 Rebounds je Begegnung, 2009/10 in der 2. Bundesliga ProA waren es 3,9 Punkte und 2,6 Rebounds sowie 2010/11 3,1 Punkte und 3,8 Rebounds im Mittel. Im Frühjahr 2011 meldete die Mannschaft Insolvenz an.